# Clã Ishikawa
O clã Ishikawa (石川氏, Ishikawa-shi) foi um clã do Japão que reclamou descendência de Minamoto no Yoshiie. Tomaram seu nome do distrito de Ishikawa da província de Kawachi. No Período Sengoku, a família teve dois ramos maiores; um deles, residente na província de Mikawa no século XV, serviu ao clã que viria a originar os Tokugawa. Ishikawa Kazumasa, um dos vassalos de Tokugawa Ieyasu, ficou famoso na época por subitamente deixar o lado de Tokugawa e jurar lealdade a Toyotomi Hideyoshi. Contudo, como o filho de Kazumasa, Yasunaga, foi responsabilizado pelo incidente Ōkubo Yasunaga, seu ramo dos Ishikawa de Mikawa chegou ao fim. A linha dos Mikawa-Ishikawa continuou através do tio de Kazumasa, Ienari, cujos descendentes governaram o Domínio de Ise-Kameyama durante boa parte do Período Edo.
O outro ramo da família, estabelecido na província de Kawachi, foi o ancestral do clã Nakagawa, que governou o domínio de Oka por todo o Período Edo.